# 上野隆博
上野 隆博（うえの たかひろ、1981年9月4日 - 、別名：TAKAHIRO）は、日本のダンスアーティスト、ダンサー、振付師、演出家、株式会社インフィニティ主宰。東京都文京区出身。上野隆博事務所所属　(トップコート業務提携)。

## 略歴
東京都文京区出身。松濤幼稚園、暁星幼稚園、暁星小学校、暁星中学校・高等学校を経て、玉川大学文学部フランス語学科に入学。
高校年のとき、テレビで風見慎吾の「涙のtake a chance」を見て衝撃を受け、それ以来、自室でひとりダンスの練習を始めるようになる。大学入学後に独学でダンスを始める。大学卒業後、社会人経験を経て、2004年に単身渡米。2005年、渡米中、アポロ・シアターの「アマチュアナイト」のダンス部門1位を獲得。2006年、全米放送のコンテスト番組『Showtime At The Apollo』でマイケル・ジャクソンを超える歴代最多の9大会連続優勝、無敗のまま殿堂入りを果たす。
その後はストリートダンスを基軸にパントマイムやコンテンポラリーを融合したTAKAHIROの独特のシアトリカルなダンススタイルは注目を集める。中でも、日本の漫画作品『セクシーコマンドー外伝 すごいよ!!マサルさん』の作中に登場する独特な動き「ダバダバ」をヒントにしたダンスは、アメリカの女性歌手であるマドンナの目に留まり、ワールドツアーの専属ダンサーに抜擢され、2009年9月発表の曲「Celebration」プロモーションビデオ（With Fun Ver）中でも「ダバダバ」を披露している（PV中2分35秒頃）。渡米中、ダンス学校に3年半ほど通学し、バレエ、ジャズ、コンテポラリー、ハウスなどの基礎を学ぶ。その他、ラスベガスやシルク・ドゥ・ソレイユを始め、多くのトップシーンで活躍。TAKAHIROが出版した体験記『TAKAHIRO DANCE IN THE WORLD』（ダイヤモンド社）は高校教科書『BIG DIPPER』に採用され、多くの学生の学びの題材となっている。
TAKAHIROはクリエイターとしても評価が高く、テーマ性と芸術性を持ちながらキャッチーな動きを制作する事を得意としている。これまで、ルイ・ヴィトン、ブレゲ、フランク・ミュラー、ラルフ・ローレンを始め、数多くの最高級ブランドショーのダンスコンテンツ演出・振付けを手がける。マドンナのアルバムプロモーションでは日本人として唯一、演出、振付を担当。その他、NHKの大河ドラマ『平清盛』の振付、資生堂コマーシャルの振付、「大阪世界陸上」開会式の振付などクリエイティビティの高い制作を行っている。
その活動は世界からも高く評価され、『ニューズウィーク』「世界が尊敬する日本人100」に選出している。マドンナからは「輝かしいダンサーであり、とても才能のある素晴らしい振付家」と評価を受ける。『ニューヨーク・タイムズ』はTAKAHIROのことを「驚愕の表現家」、アポロ・シアターは「若き天才」と評する。日本ではストリートダンサーとして初めて『徹子の部屋』（テレビ朝日）『情熱大陸』（毎日放送）『アナザースカイ』（日本テレビ）に出演しシーンを開拓し続けている。

## 人物
- 趣味は写真、釣り、語学（英語・フランス語）、犬の散歩。
- 2015年4月13日、9歳年下の一般女性と結婚[11]。2016年2月12日、第一子が誕生した[12]。

### 肩書
- 芸能事務所トップコート 業務提携アーティスト[13]。
- ダンサーエージェント「インフィニティ（INFINITY）」主宰[1]。インフィニティには2025年3月から櫻坂46の元メンバー・齋藤冬優花が所属している[14]。
- 米国ダンス学校「ペリダンスセンター」、NYC「アーツキュアダンスセンター」認定講師
- TOPFIELD DANCE CENTER主宰[15]
- 大阪芸術大学舞台芸術学科客員准教授[15]。
- 滋慶学園グループ名誉教育顧問[15]。
- 東京ダンス・俳優&舞台芸術専門学校 学校長（2023年4月 - ）[16]
- 上野隆博事務所 所属 (トップコート業務提携)

## 振付作品
- AKB48グループ
  - AKB48
    - 「シュートサイン」

  - NMB48
    - 「僕以外の誰か」

  - 坂道AKB
    - 「誰のことを一番 愛してる?」
    - 「国境のない時代」
- 坂道グループ
  - 乃木坂46
    - 「隙間」

  - 欅坂46
    - 「サイレントマジョリティー」
    - 「手を繋いで帰ろうか」
    - 「キミガイナイ」
    - 「世界には愛しかない」
    - 「語るなら未来を…」
    - 「渋谷からPARCOが消えた日」
    - 「また会ってください」（長濱ねる）
    - 「青空が違う」（青空とMARRY）
    - 「二人セゾン」
    - 「大人は信じてくれない」
    - 「制服と太陽」
    - 「僕たちの戦争」（FIVE CARDS）（LIVE ver.）
    - 「夕陽1/3」（てちねるゆいちゃんず）
    - 「不協和音」
    - 「W-KEYAKIZAKAの詩」（欅&けやき坂組）
    - 「微笑みが悲しい」（てち&ねる）
    - 「割れたスマホ」（青空とMARRY）
    - 「エキセントリック」
    - 「月曜日の朝、スカートを切られた」
    - 「東京タワーはどこから見える?」
    - 「AM1:27」（小林由依、鈴本美愉、平手友梨奈）
    - 「バレエと少年」（156）
    - 「少女には戻れない」（五人囃子）
    - 「ここにない足跡」（青空とMARRY）
    - 「猫の名前」（菅井友香、守屋茜、加藤史帆、佐々木久美）
    - 「君をもう探さない」
    - 「危なっかしい計画」
    - 「太陽は見上げる人を選ばない」（欅&けやき坂組）
    - 「風に吹かれても」
    - 「避雷針」
    - 「波打ち際を走らないか?」（青空とMARRY）
    - 「結局じゃあねしか言えない」（五人囃子）
    - 「ガラスを割れ!」
    - 「もう森へ帰ろうか?」
    - 「バスルームトラベル」（尾関梨香、小池美波、長濱ねる）
    - 「アンビバレント」
    - 「Student Dance」
    - 「I'm out」
    - 「302号室」（線香姉妹）
    - 「音楽室に片想い」（尾関梨香、小池美波、長濱ねる）
    - 「黒い羊」
    - 「Nobody」
    - 「ごめんね クリスマス」（上村莉菜、尾関梨香、長沢菜々香、渡辺梨加）
    - 「ヒールの高さ」（菅井友香、守屋茜）
    - 「否定した未来」
    - 「誰がその鐘を鳴らすのか?」
    - 「10月のプールに飛び込んだ」
    - 「コンセントレーション」
    - 「カレイドスコープ」
    - 「Deadline」

  - 櫻坂46
    - 「Nobody's fault」
    - 「なぜ 恋をして来なかったんだろう?」
    - 「Buddies」
    - 「最終の地下鉄に乗って」
    - 「ブルームーンキス」
    - 「Plastic regret」
    - 「半信半疑」
    - 「BAN」
    - 「偶然の答え」
    - 「思ったよりも寂しくない」
    - 「それが愛なのね」
    - 「君と僕と洗濯物」
    - 「Microscope」
    - 「櫻坂の詩」
    - 「流れ弾」
    - 「Dead end」
    - 「無言の宇宙」
    - 「美しきNervous」
    - 「五月雨よ」
    - 「僕のジレンマ」
    - 「車間距離」
    - 「I'm in」
    - 「恋が絶滅する日」
    - 「摩擦係数」
    - 「その日まで」
    - 「桜月」
    - 「Cool」
    - 「夏の近道」
    - 「Start over!」
    - 「静寂の暴力」
    - 「ドローン旋回中」
    - 「承認欲求」
    - 「マモリビト」
    - 「隙間風よ」
    - 「何歳の頃に戻りたいのか?」
    - 「何度 LOVE SONGの歌詞を読み返しただろう」
    - 「油を注せ!」
    - 「自業自得」
    - 「I want tomorrow to come」
    - 「僕は僕を好きになれない」
    - 「本質的なこと」
    - 「UDAGAWA GENERATION」
    - 「Nothing special」
    - 「Nightmare症候群」
    - 「Addiction」

  - けやき坂46
    - 「ひらがなけやき」
    - 「誰よりも高く跳べ!」
    - 「僕たちは付き合っている」
    - 「NO WAR in the future」
    - 「沈黙した恋人よ」（潮紗理菜、加藤史帆、齊藤京子、佐々木久美、高本彩花）
    - 「永遠の白線」
    - 「それでも歩いてる」
    - 「100年待てば」（LIVE ver.）
    - 「イマニミテイロ」
    - 「半分の記憶」
    - 「期待していない自分」
    - 「線香花火が消えるまで」（金村美玖、富田鈴花、松田好花）
    - 「未熟な怒り」（けやき坂46 2期生）
    - 「ノックをするな!」（加藤史帆、高瀬愛奈、東村芽依、富田鈴花、渡邉美穂）
    - 「ハロウィンのカボチャが割れた」（潮紗理菜、加藤史帆、齊藤京子、佐々木久美、高本彩花）
    - 「約束の卵」
    - 「割れないシャボン玉」（河田陽菜、濱岸ひより、宮田愛萌）
    - 「ひらがなで恋したい」
    - 「三輪車に乗りたい」
    - 「こんな整列を誰がさせるのか?」

  - 日向坂46
    - 「ときめき草」
    - 「青春の馬」
    - 「アザトカワイイ」
    - 「ただがむしゃらに」
    - 「声の足跡」
    - 「嘆きのDelete」
    - ドラマ『声春っ!』（日本テレビ）劇中曲「玄米ブートキャンプ」
    - 「ってか」
    - 「夢は何歳まで?」
    - 「酸っぱい自己嫌悪」
    - 「もうこんなに好きになれない」
    - 「真夜中の懺悔大会」
    - 「恋は逃げ足が早い」
    - 「君は0から1になれ」

  - 吉本坂46
    - 「泣かせてくれよ」
    - 「今夜はええやん」
    - 「不能ではいられない」
- A.B.C-Z
  - 「テレパシーOne! Two!」
  - 「Rock with U」
  - 「ヒリヒリさせて」
- キャンジャニ∞（関ジャニ∞）
  - 「ないわぁ〜フォーリンラブ」
- キョコロヒー
  - 「After you!」
- J☆Dee'Z
  - 「Dream Arch」
  - 「Answer」
  - 「あと一歩」
- JAMES JIRAYU
  - 「Loving you too much」
- SEKAI NO OWARI
  - 「ラフレシア」
  - 「イルミネーション」
- 超特急
  - 「Party Maker」
  - 「feel the light」
  - 「SAIKOU KOUSHIN」
  - 「need you」（ユーキと共作）
- 藤井風
  - 「燃えよ」
- VOYZ BOY
  - 「僕等の世界」
- Mrs. GREEN APPLE
  - 「Viking」
- 矢沢永吉
  - 「魅せてくれ」
- ゆず
  - 「ビューティフル」
- RUANN
  - 「LOVE & HOPE」

## ステージング
- 欅坂46”1stワンマンライブ”「DANCE TRACK」&「Xmas DANCE TRACK」総合ステージング
- けやき坂46「Zepp LIVEツアー」総合ステージング／総合振付
- 欅坂46「1st Anniversary Live」総合ステージング／総合振付
- 欅坂46「欅共和国」総合ステージング／総合振付
- 欅坂46 全国ツアー2017「真っ白なものは汚したくなる」総合ステージング／総合振付
- 日向坂46「デビューカウントダウンライブ!!」総合ステージング／けやき坂サイド振付
- 渡辺美優紀「MIYUKI WATANABE TOUR 2019 "17%"」演出
- 欅坂46 2期生「おもてなし会」振付／ステージング
- 欅坂46「3rd YEAR ANNIVERSARY LIVE」演出／振付／ステージング
- けやき坂46「日本武道館 3DAYS!!」総合振付／総合ステージング
- けやき坂46「2期生 おもてなし会」総合振付／総合ステージング
- 欅坂46「2nd YEAR ANNIVERSARY LIVE」総合振付／総合ステージング
- けやき坂46「走り出す瞬間 ツアー2018」振付統括／ステージング統括
- 欅坂46・けやき坂46「欅共和国2018」総合振付／総合ステージング
- けやき坂46「ひらがなくりすます」総合振付／総合ステージング
- 欅坂46「欅共和国2019」総合振付／ステージング
- 欅坂46「夏の全国アリーナツアー2019」総合振付／ステージング
- 欅坂46「夏の全国アリーナツアー2019 in TOKYO DOME」総合振付／ステージング
- 欅坂46「KEYAKIZAKA46 Live Online, but with YOU!」総合振り付け/ステージング
- 欅坂46「KEYAKIZAKA46 Live Online, AEON CARD with YOU!」総合振り付け/ステージング
- 欅坂46「THE LAST LIVE」総合振り付け/ステージング
- 櫻坂46「デビューカウントダウンライブ!!」総合振付/ステージング
- 櫻坂46「MTV Japan Storytellers: Sakurazaka46」振付/ステージング
- 櫻坂46「第32回 マイナビ 東京ガールズコレクション 2021 SPRING/SUMMER」振付/ステージング
- 櫻坂46「BACKS LIVE!!」総合ステージング/振付
- 櫻坂46・日向坂46「W-KEYAKI FES. 2021」ステージング/振付
- 櫻坂46「1st TOUR 2021」振付/総合ステージング
- 櫻坂46「1st YEAR ANNIVERSARY LIVE」振付/総合ステージング
- 櫻坂46「3rd Single BACKS LIVE!!」総合振付/ステージング
- 櫻坂46「渡邉理佐 卒業コンサート」総合振付/ステージング
- 櫻坂46「W-KEYAKI FES. 2022」振付/ステージング
- 櫻坂46「菅井友香 卒業セレモニー」振付/ステージング

## 活動

### 2004年 - 2015年
2004年
- ダンサーとして単身渡米。

2005年
- アポロ・シアターで行われた、ヒップホップエンターテイメントの世界一著名な大会、「アマチュアナイト」コンテストにソロ出場。
- 一年間勝ち抜き、年間総合ランキング3位、ダンス部門1位を獲得。
- ニューヨーク近代美術館分館のMoma PS1（英語版）のダンスアート作品に出演。

2006年
- テレビコンテスト『Showtime at the Apollo』（NBC）にレギュラー出演。番組史上初の9週連続チャンピオンに輝く。

2007年
- ヒップホップエンターテイメントショーグループ「THE MOVEMENT」メインキャストに合格。
- 同年、『ニューズウィーク』（2007年10月17日号）「世界が尊敬する日本人100人」に選出される。
- 『たけしの誰でもピカソ』（テレビ東京）「アート界の王子」出演。
- 日本で「大阪世界陸上@長居陸上競技場」開会式オープニングのダンスの振付・演出を任される。ストリートダンサーが世界大会のオープニングを飾るという稀な演出が話題となった。
- 『ザ・ドキュメンタリー』（テレビ東京）「ダンス in NY 〜TAKAHIRO25歳の挑戦〜」

2008年
- 「THE MOVEMENT」のプリンシパルに昇格。オランダ18都市公演で初の主演を務める。
- 「NYC Peri Danceセンター認定講師」「NYC The Arts Cure認定講師」に就任し、次世代ダンサーの育成に参加。
- 米国立劇場ジョン・F・ケネディ・センターで演舞。
- 10月4日、ドキュメンタリー番組『関口知宏のファーストジャパニーズ』（NHK-BS1）「ヒップホップダンサー上野隆博」

2009年
- 「THE MOVEMENT」NY公演に主演。この公演で『ニューヨーク・タイムズ』で紹介され、「Takahiro Ueno is astounding （驚愕の表現者）」と評価される。
- 7月ロンドンよりスタートした、マドンナの「Madonna 〜 Sticky & Sweet Tour」で専属ワールドツアーダンサーに選出され、ヨーロッパ18か国を回る。
- マドンナの「Celebration 〜dancer+Fun Ver.〜」のPVにも出演。
- マドンナアルバム作品『セレブレイション 〜マドンナ・オールタイム・ベスト〜』日本プロモーションの演出を務める。新宿の路上で200人の通行人が踊り出す企画を行い、海外メディアでも話題となる。これについてマドンナはワーナーミュージックの公式インタビューで「He (TAKAHIRO) is a brilliant dancer. I love him. He is very talented, good choreographer, and a very funny guy.」とコメントした。
- シルク・ドゥ・ソレイユ企画 Poetic Social Mission「Moving Stars and Earth for Water」 に出演。

2010年
- TAKAHIROと同様、米国内で活躍している、ダンサーの蛯名健一と共に、「SUPER DUPER」を結成。米国内3カ所に於いて、自分達でのショーを企画し、マサチューセッツ（4月8日）、シアトル（4月17日）、テネシー（4月24日）の3か所での公演で成功を収める。
- 更に同年、日本に於いても、自らプロデュースした公演『SIX DOORS』を総合演出。
- 8月14日・15日、ニューヨークで活躍するダンサー達（蛯名健一、福田純一の日本人2名を含む6名）と共に、赤坂BLITZにおいて公演し成功を収める。
- 8月7日、自著のフォトエッセイ『TAKAHIRO DANCE in the World』（ダイヤモンドビッグ社）発売。
- 『情熱大陸』（8月22日、毎日放送）出演。（通常放送回2010年度の最高視聴率を記録。2011年4月度ANA機内放送）
- 9月11日、ファッション誌『VOGUE』主催のイベント「FASHION'S NIGHT OUT (FNO)」でゲストパフォーマンスを行う。
- ラスベガスの名門カジノホテルシーザーズ・パレスが12月31日に開催した「New years celebrations Party」にソロパフォーマーとしてゲスト出演。

2011年
- 『たけしアート☆ビート』（NHK BSプレミアム）に出演。北野武に同行してニューヨークに赴き、タップダンス界のカリスマであるセビアン・グローバーを訪ねる。
- 「non-no 冬コレ」にゲストパフォーマンス出演。
- 2月19日、ナゴヤドームで行われた「東京ガールズコレクション in 名古屋」にゲストパフォーマンス出演。
- 「THE MOVEMENT」の座長・総合演出家に昇任。NYのトップストリートダンサーを率いたエンターテインメント舞台「ElectricCity」を総合演出。4月に東京（東京国際フォーラム）・名古屋（名古屋市芸術創造センター）・大阪（梅田芸術劇場シアタードラマシティ）で公演。7000人の観客を動員。
- イタリアブランド「HYDROGEN（ハイドロゲン）」ファッションショー、パフォーマンス出演。
- POLO RALPH LAUREN PINKPONYのオークション企画に参加。
- NHK大阪ホールで山野さと子とコラボレーション出演。
- 6月16日、時計ブランド「ブレゲ」新作発表記念会で、FPMとコラボレーションしパフォーマンス。
- オーディオテクニカのスピーカー「BOOGIE BOX」広告出演。
- 7月29日、ダンスコンテスト「Legend Tokyo Chapter.1」にコメンテーターとして出演。
- 9月4日、FIFA公認U-12サッカー世界大会「ダノンネーションズカップ」日本大会決勝戦・閉会式を総合演出。
- シンガポールで経済産業省クールジャパンプロジェクト「KIRIN ICHIBAN Fest」出演。
- 社団法人横浜青年会議所のゲスト講師として「果敢なる挑戦」をテーマに講演を行う。
- フランスでパフォーマンス。
- 六本木ヒルズ「森ブレックファースト」でエンターテインメント論をスピーチ。
- 所属事務所トップコートの15周年イベントに出演。
- 『ZIP!』（日本テレビ）で生放送出演。演舞。
- 12月15日・16日、ジュエリーブランド「デビアス」VIPイベントにシークレットゲストとして出演。演舞。

2012年
- ストリートダンスコンベンション「DANCE!×3 what else?」「日本のストリートダンス界の未来」をテーマに講義。（大阪西宮市プレラホール）
- 「ミス・ユニバース・ジャパン」ファイナリスト表現指導・セルフプロデュース論講義。
- 「ミス・ユニバース・ジャパン」ビューティースクールで講義。（メンタルトレーナー森川陽太郎とのコラボレーションメソッド）
- ダンスワークショップ開催。（東京・大阪・名古屋）
- ラルフローレンラグビー名古屋店オープンイベントゲスト参加。
- 3.1フイリップリム 新作発表イベントゲスト参加。
- 野村不動産「PROUD CLUB」ロングインタビュー。
- セイコーホールディングス株式会社の腕時計「WIRED」の企画でジャズピアニストの松永貴志と対談。
- 「ダノンネーションズカップ」日本代表決定戦表彰セレモニー総合演出。
- 『ピラメキーノ』（テレビ東京）KIDSダンスコンテストコーナー「ピラメキ天下一舞踏会」審査委員長。コーナーレギュラー。
- 『心の旅』（関西テレビ）
- 『あほやねん!すきやねん!』（4月、NHK大阪）
- 『TSSイベント情報 チケバン』（6月14日 - 17日、テレビ新広島）
- 中高生ダンス全国大会「Teen Dance Arena」決勝大会審査員。
- 『週刊朝日』（4月20日増大号、朝日新聞出版）創刊90周年記念「21世紀の神々」に選出。
- 大河ドラマ『平清盛』（第18回、NHK）出演・舞踊振付で初TVドラマ出演。
- カプコン×渋谷パルコ「バイオハザードカフェ」ダンサー振付・ステージング。
- 日×米ダンス舞台『BAD BOYS Meets BAD GIRLS』東京、大阪、広島、名古屋公演振付・出演。
- ダンスコンテスト「Legend Tokyo Chapter.2」（渋谷公会堂）大会コメンテーター。
- ダンスコンテスト「メッセージフェスティバル IN 渋谷」（渋谷公会堂）審査委員長。
- 「ピラメキーノ夏祭りイベント」出演。（日比谷公会堂）
- ミュージカル舞台『甲子園だけが高校野球ではない』振付。
- 文部科学省後援「日本高校ダンス部選手権」審査委員。
- 『心ゆさぶれ!先輩ROCK YOU』（日本テレビ）出演。
- サマースクール「YANAGIMANと歌って踊ってもっと音楽を好きになろう in 滋賀県」講師
- テレビ東京×ニコニコ生放送『ドリームクリエイター』「踊ってみた会」コメンテーター出演。
- GILLE「GIRLS」ミュージックビデオ出演。
- 『岡村仁美プレシャスサンデー』（TBSラジオ）出演。
- GILLE「スペシャルショーケースライブ」共演。
- 『ZIP!』（日本テレビ）GILLE新曲パフォーマンスでコラボ出演。
- avex「キラット☆エンタメ チャレンジ・コンテスト2012」特別ゲスト審査員。
- 『musicるマンディ』（ニコニコ生放送／Ustream）出演。
- ヒャダインの「20112012 feat.VERBAL(m-flo)」ミュージックビデオ振付・出演。（「SPACE SHOWER MUSIC AWARDS」ノミネート）
- 玉川大学文学部特別講演会「プロの世界で勝ち抜く方法について」をテーマに講義。
- 千葉県の勝山小学校ゲストティーチャーとして道徳の授業で講義。
- 千葉県の鋸南中学校で「自分らしく生きる」をテーマに講演。
- ファッション誌『non-no』（集英社）インタビュー掲載。
- 『世界の果てまでイッテQ!』（日本テレビ）出演。（内村光良にムーンウォークを教える熱血教師としてハリウッドでトレーニング指導）
- 『ダンスパーク』（InterFM）
- 読売新聞夕刊（12月19日）「ALL ABOUT」コーナーでロングインタビュー。

2013年
- 『未来シアター』（日本テレビ）
- 『VOICE』（毎日放送）大阪府学校教員100名にダンス教授法を講義。
- 『ピラメキーノ』（テレビ東京）「天下一舞踏会」コーナー、審査委員長・コーナーレギュラー。
- 『関ジャニの仕分け∞』（テレビ朝日）ダンス審査委員。
- 渋谷に自身が主宰を務めるダンススクールを開校。Shibuya G-ROKS Studio「TOPFIELD DANCE CENTER」
- 資生堂「HAKU」コマーシャル振付・ダンサーキャスティング・出演。
- 東京スクールオブミュージック専門学校渋谷教育顧問。
- MSN『産経フォト』連載。
- 千葉県の浦安市立美浜中学校でダンス特別授業。（浦安市教育センター推奨授業）同校学生及び、浦安市中高の教育者を対象。
- 『ドリームクリエイター』（テレビ東京）
- 大阪府内の小学校・支援学校（小学部）教員、中学校・高等学校・支援学校（中学部・高等部）保健体育担当教員、全100名を対象に義務教育に導入されたダンスの教授法について講演・実習指導。（大阪府教育センター主催）
- 大阪池田中学校で体育教員によるダンスの教授法を現場でサポート。（上野隆博ダンスメソッド使用）
- 「ミス・ユニバース・ジャパン」ファイナリスト ビューティーキャンプで講義。
- ファッション誌『UOMO』（集英社）掲載。
- 全国中学校・高等学校ダンス部選手権「DANCE CLUB CHAMPIONSHIP」審査員。
- VOGUE誌イベント「VOGUE girl UNIVERSITY × Denim & Supply Ralph Lauren」イベントでゲストトークショー＆パフォーマンス。
- 大阪芸術大学舞台芸術学部客員准教授に就任。
- 東京スクールオブミュージック専門学校渋谷 教育アドバイザー。
- NIKE FREEワールドプロモーションショー（六本木ヒルズアリーナ）ゲスト出演。
- 舞台『FINAL LEGEND』振付／ゲスト出演。
- 阪急百貨店うめだ本店 NYフェアオープニングゲスト。ダンス&トークショー。
- 『マサカメTV』（NHK G）「ダンスにまつわる目のつけどころ」ダンス解説・実演。
- H&Mグループ ファッションブランド「WEEKDAY」オープニングショー制作。
- アディダスグループ「ROCKPORT」ショー制作・ディレクティング。
- 舞台『天野喜孝×IPPEI×DANCE OPERAダンスオペラ魔笛』振付。
- 舞台『甲子園だけが高校野球ではない2013』振付。
- ハリウッド映画『Battle of the Year 3D』出演。
- NHK大阪主催『ピアノとダンスと貴婦人と一角獣』出演。
- 『ぐるっと関西おひるまえ』（NHK大阪）出演。
- 『つくり場』（テレビ東京）出演。
- Cheeky Parade指導。
- 志村理佳（SUPER☆GiRLS）振付指導。
- LVMH モエ・ヘネシー・ルイ・ヴィトングループ「ヴーヴ・クリコ」ファッションイベントダンスショープロデュース。
- NHK主催 学生ダンスコンテスト「スクールライブショー」西日本決勝戦 審査員・ゲストパフォーマンス。
- 舞台美内すずえ×ガラスの仮面 公式舞台 劇団つきかげ『女海賊ビアンカ』振付。
- 「東京モーターショー2013」フォルクスワーゲン ダンスショープロデュース。
- 『スクールライブショー』（NHK Eテレ）出演。
- 文部科学省、外務省、経済産業省、厚生労働省公演事業 ダンスコンテスト「ダンスサミット イン ジャパン」審査員。
- シルク・ドゥ・ソレイユダンサーKhalidと松永貴志とのセッションライブ。

2014年
- 動画付き電子書籍『世界が認めるスーパーダンサーTAKAHIROが考案! アニソン・エクササイズ』（全6作品、廣済堂あかつき）発売。
- 『アニソン・エクササイズ』がAmazon ベストセラー獲得。（ホビー実用・スポートフィットネスカテゴリー）
- 『王様のブランチ』（TBS）出演。
- 『スッキリ!!』（日本テレビ）出演。
- 『めざましテレビ』（フジテレビ）出演。
- 『はなまるマーケット』（TBS）DVD紹介。
- 『おはようコールABC』（朝日放送）出演。
- 『双方向クイズ 天下統一』（NHK）DVD紹介。
- 『つくり場』（テレビ東京）出演。
- ラジオ 『杏のAnytime Andante』（ニッポン放送）出演。
- ラジオ『吉田照美 飛べ!サルバドール』（文化放送）出演。
- ラジオ『SCHOOL OF LOCK!』（TOKYO FM）出演。
- TAKAHIRO主宰ダンススタジオ渋谷TOPFIELD DANCE CENTER「プロ養成コース」開講。
- 雑誌『Hanako』（マガジンハウス）DVD紹介。
- 雑誌『ダンシン』（新書館）インタビュー。
- ダンスコンテスト「ネクストムーブメント」審査員。
- 『おはよう朝日です』（朝日放送）出演。
- 『おはようコールABC』（朝日放送）出演。
- 雑誌『女性セブン』（小学館）インタビュー。
- 「ハッピーママフェス」（ナゴヤドーム）ゲスト出演。
- 『ジョブチューン』（TBS）出演
- 渋谷タワーレコードLIVEイベント「テレビ東京つくり場LIVE」出演。
- 『ハピくるっ!』（関西テレビ）出演。
- 『PON!』（日本テレビ）出演。
- HMVグランフロント大阪店にてサイン会イベント開催。
- 『アナザースカイ』（6月20日、日本テレビ）
- 8月4・5日、『TAKAHIROのダンス実験工房』（NHK Eテレ）
- 学校法人滋慶学園COMグループ名誉教育顧問に就任。

2015年
- 『スクールライブショー』（NHK Eテレ）ダンスコンテストセミレギュラー審査員。番組内ダンスの振付を担当。
- SHIBUYA TOPFIELD DANCE CENTER 桜上水校をオープン。
- 『ハピくるっ!』（関西テレビ）出演。
- スカパー! 釣りビジョン『五畳半の狼』第696回出演。
- 舞台『すべての犬は天国へ行く』振付。

### 2016年
振付
- ミュージカル『甲子園だけが高校野球ではない』
- Lloyd「JAPAN LIVE」Opening act show
- 舞台『墓場、女子高生』

ステージ
- 「ペルソナSTACIA アメリカン・エキスプレス®・カード」プレゼンツ 阪急メンズ大阪ファッションエキシビション スペシャルナイトゲスト ダンス&トークショー。
- ミューザ川崎「ダンスグランプリ2016」ゲストショー。
- 「Legend Tokyo」MC・コメンテーター。
- 岐阜県美濃加茂市 ダンス事業 ゲストショー・トークショー。
- スポーツ庁後援事業「日本ダンス大会」大会プロデューサー／審査委員長。
- TAKAHIRO×三ツ矢雄二トークショー。（八重洲ブックセンター）
- 「OSAKAキッズダンス・スマイルフェスティバル 2016」特別審査員／パフォーマンス。
- 「DANCE STAGE PROJECT 2016：サンリオピューロランド」

メディア
- ミュージックステーション（テレビ朝日）「プロが選んだ振付がすごいJ-POPランキング」（2016年度楽曲内1位、歴代楽曲内総合8位獲得）
- おはようコールABC（7月28日、朝日放送）
- M-ON! SPESIAL「欅坂46」 MUSIC ON! TV ドキュメンタリー番組 インタビュー出演。
- ON and OFF（4月8日、BS日テレ） ドキュメンタリー番組
- めざましテレビ（7月5日、フジテレビ）
- 行列のできる法律相談所（9月18日、日本テレビ）
- 1億人の大質問!?笑ってコラえて（10月19日、日本テレビ）
- 関西ジャム完全燃SHOW「振り付け師を徹底解剖SP」（11月20日、テレビ朝日）

### 2017年
振付
- クレヨンしんちゃん「オラはにんきもの 25thMIX」MV
- キャティーマン×ハローキティ コラボMV

ステージ
- アート×アート×アート＜音楽×ダンス×スイーツ＞『チェンバロと踊る“お菓子”な世界』

メディア
- 『ウラマヨ!』お正月2時間! 今年羽ばたく人と友達にならないなんてどうかしてるぜSP（1月2日、関西テレビ）
- ZIP!（1月12日、日本テレビ）
- 『musicる TV』（1月16日、テレビ朝日）
- 『DREAM FACTORY』（1月16日、 フジテレビONE）
- 『SONGS』（4月6日、NHK）
- 『世界まる見え!テレビ特捜部』（5月8日、日本テレビ）

講演
- 麻布高校 講演「麻布総合教養スポーツ社会学」特別授業。

### 2018年
振付
- クリスチャン・ディオール社内セレモニー映像
- 美少女戦士セーラームーン 3大ステージコンテンツ「"Pretty Guardian Sailor Moon" The Super Live」 演出／振付。

### 2019年
振付
- ドラマ『ザンビ』（日本テレビ）

講演
- 世田谷パブリックシアター『MANSAI◉解体新書その弐拾九』「発酵」〜ジャパンカルチャーという文化変容〜（共演：野村萬斎、山田文彦）

メディア
- めざましテレビ（2019年4月、フジテレビ） - 2019年4月度マンスリーエンタメプレゼンター
- 『関ジャム完全燃SHOW』「振り付け師を徹底解剖SP」（10月28日、テレビ朝日）
- 『関ジャム完全燃SHOW』「パフューム解析」（12月27日、テレビ朝日）

### 2020年
振付
- ドラマ『仮面ライダーセイバー』（9月- 2021年8月、テレビ朝日系） - エンディング映像[17]
- ロッテ WEBムービー「Fit’s」振付

### 2021年
ダンス監修
- ハーゲンダッツ【Why Häagen-Dazs?】ザ・ムービー

テレビドラマ
- ショートショート劇場『こころのフフフ』 第6話（7月17日〈一挙配信〉、WOWOWオンデマンド） - 幸田邦彦 役[18]

### 2022年
テレビドラマ
- クロサギ 第3話（11月4日、TBS） - マイケル・ウォン 役[19]

### 2023年
テレビドラマ
- 大河ドラマ どうする家康（1月 - 12月、NHK） - 直江兼続 役 [20]

バラエティー
- それSnow Manにやらせて下さい（4月28日 - 、TBS） - ダンス企画

### 2024年
テレビドラマ
- 君とゆきて咲く〜新選組青春録〜（4月25日 - 9月12日、テレビ朝日） - 西郷隆盛 役（OP・EDのダンス振付も担当）
- 連続テレビ小説「おむすび」（9月30日 - 2025年3月28日、NHK） - 池上真治 役[21]（OPタイトルバックの振付も担当[22]）

### 2025年
映画
- 劇場版 トリリオンゲーム（2025年2月14日公開） - 強盗のリーダー 役[23]

テレビドラマ
- 日曜劇場「キャスター」第1話（2025年4月13日、TBS） - 田辺正輝 役[24]

## CM
アース製薬
- ブラックキャップ「キャップダンス篇」（2018年）- 出演

ALSOK
- ALSOKフィーバー篇(2014年)
- スーパー・サンバ篇、歌舞伎篇（2016年）

au GALAXY S5
- キャリアアグリケーション篇（2014年） - 出演

XFLAG
- モンスターストライク「スター・ウォーズ × モンスト」警備員篇（2018年） - 出演

エネオス
- ENEOS 東京ディズニーランド貸切ナイトキャンペーン篇（2019年）

Audio-Technica
- BOOGIE BOX（2011年） - 出演

GALLOP
- 週刊ギャロップ（2012年） - 出演

キリンメッツ
- 悟空篇、フリーザ篇（2015年）

クボタ
- クボタが頑張っている！／食料篇（2019年）

クロネコヤマト
- 40周年記念CM「NEKO FUNJATTA Dancing Black Cats」（2016年）

ケンタッキーフライドチキン
- レッドホットチキン10周年（2014年） - 出演

サマナーズウォー
- サマナーズウォー × 櫻坂46 コラボ（2021年）

JR東日本
- TYO By Sinkansen（2019年）

JSDA
- 第3回JSDA日本ストリートダンス検定（2012年） - 出演

資生堂
- HAKU メラノフォーカスCR（2013年） - 出演

ピエトロ
- 色とりどりのヤサイ編（2013年）
- ベジベジロッケンロー篇（2016年）

ヤクルト
- タフマン リフレッシュ「ダンス」篇（2019年）

ユニクロ
- ゆるりと着て、凛とするユニクロのドレープコレクション（2017年）

ロッテ
- クーリッシュ 「クーリズム2017篇」（2017年）

Y!mobile
- 「双子ダンス部」篇（2017年）
- 「アンドロイドワン部」篇（2017年）
- 「リズム縄跳び部」篇（2017年） - ステージング
- 「親子 de ダンス」篇（2019年）
- 「ワイモバ学園 BIG Y!」篇（2020年）
- 「親子 de 学園祭」篇（2020年）
- 「持たせるならワイモバイル」篇（2020年）

## 作品
書籍
- Takahiro Dance in the World（2010年8月7日、ダイヤモンド社）[25]
- DVD付き 1時間でカッコよく踊れる ヒップホップダンス 基礎編（2012年11月29日、講談社）[26]
- 世界が認めるスーパーダンサー TAKAHIROが考案! アニソンエクササイズ（2014年3月13日、廣済堂） - DVD付書籍[27]。
- ゼロは最強（2019年2月19日、光文社） - エッセイ[28]。秋元康は「僕の歌詞は、TAKAHIROの振り付けによって完成すると言っても過言ではない」とコメントを寄せた[7]。

DVD
- アニソン★エクササイズ 世界が認めるスーパーダンサーTAKAHIROが考案!（2014年1月31日、廣済堂）[29]
- Let's アニソンエクササイズ（2016年5月31日、廣済堂）[30]